# 작은 아씨들 (1994년 영화)
《작은 아씨들》(영어: Little Women)은 1994년에 개봉한 미국의 성장 시대극 영화이다. 루이자 메이 올컷이 1868년에 펴낸 동명 원작 소설을 영화화하였다.
1995년 제67회 아카데미상에서 여우 주연상(위노나 라이더), 의상상(콜린 애트우드), 음악상(토머스 뉴먼) 후보에 올랐다.

## 출연진
- 위노나 라이더 - 조지핀 “조” 마치 역
- 게이브리얼 번 - 프리드리히 베어(프리드릭 베어) 역
- 트리니 알버라도 - 마거릿 “메그” 마치 역
- 서맨사 매시스 - 에이미 마치 역
  - 커스틴 던스트 - 12살 에이미 역
- 클레어 데인스 - 엘리자베스 “베스” 마치 역
- 크리스천 베일 - 시어도어 “로리” 로런스 역
- 에릭 스톨츠 - 존 브룩 역
- 존 네빌 - 제임스 로런스 씨 역
- 메리 윅스 - 조지핀 마치 고모 역
- 수전 서랜던 - 애비게일 “마미” 마치 역
- 매슈 워커 - 로버트 마치 역
- 플로렌스 패터슨 - 해나 멀릿 역
- 야니 모틸 - 샐리 모펏 역
- 도널 로그 - 제이컵 메이어 역

## 우리말 녹음
KBS 성우진 (2014년 2월 28일)
- 함수정 - 조(위노나 라이더)
- 김승준 - 로리(크리스천 베일)
- 손정아 - 엄마(수전 서랜던)
- 장광 - 베어 교수(게이브리얼 번) / 아빠(매슈 워커) / 로런스의 주치의(앨런 로버트슨)
- 배정미 - 에이미(커스틴 던스트/서맨사 매시스)
- 박희은 - 메그(트리니 알버라도)
- 오인실 - 베스(클레어 데인스)
- 정기항 - 로런스(존 네빌)
- 김정미 - 해나(플로렌스 패터슨)
- 임수아 - 고모(메리 윅스)
- 이제인 - 벨(코리 클라크)
- 한복현 - 브룩(에릭 스톨츠)
- 강규리 - 샐리(야니 모틸)
- 권창욱 - 마부(제이 브래조) / 프레드의 친구(마 앤더슨스)

## 같이 보기
- 작은 아씨들 (1933년 영화)
- 작은 아씨들 (1949년 영화)
- 작은 아씨들 (2019년 영화)